# Partit Comunista de l'Iran
El Partit Comunista de l'Iran (en persa: حزب کمونیست ایران) és el nom de tres organitzacions sense relació entre elles i existents en moments diferents a l'Iran. Actualment el partit comunista iranià és una organització política clandestina de l'Iran que lluita contra el règim islàmic. El partit comunista lluita per la democràcia, els drets nacionals kurds, la igualtat de la dona i els drets dels treballadors.

## Història del partit

### Anys 20, 30 i 40
El Partit Comunista de l'Iran (en persa: حزب کمونیست ایران) va ser una organització política formada a l'Iran en el mes de juny de l'any 1920 a Bandar-e Anzali (Gilan) després de la proclamació de la república Soviètica de Gilan. Heidar Amou Oghly, un dels líders de la revolució de Gilan, fou escollit secretari general. En l'any 1921, van ser derrotats els revolucionaris de Gilan, i el partit comunista fou prohibit, però va seguir operant clandestinament fins a la fundació del partit Tudeh en l'any 1941, quan aquest partit va esdevenir el partit comunista oficial de l'Iran.

### Anys 70, 80 i 90
En l'any 1979 es va formar el Partit Comunista de l'Iran (Hezb-e Komunist Iran) perque alguns militants deien que el partit Tudeh era dirigit des de Moscou. Després de l'any 1982, el Partit comunista de l'Iran va ser prohibit. En l'any 1989 el partit es va dividir en dues faccions: una comunista i una socialdemòcrata. En l'any 1991 el sector obrerista liderat per Mansur Hekmat es va escindir i va formar el Partit Comunista Treballador de l'Iran.

### Any 2000
En l'any 2000 el Partit Comunista de l'Iran es va dividir, i el Komala fou establert com una organització independent amb el nom de Partit Komala del Kurdistan, la resta del partit va continuar funcionant com a Partit Comunista de l'Iran, i els membres del Komala que no van sortir del partit van formar la secció kurda del PCI.